# Trasformazione lineare
In matematica, e più precisamente in algebra lineare, una trasformazione lineare, detta anche applicazione lineare o mappa lineare, è una funzione lineare tra due spazi vettoriali sullo stesso campo, cioè una funzione che conserva le operazioni di somma di vettori e di moltiplicazione per uno scalare. In altre parole, una trasformazione lineare preserva le combinazioni lineari. Nel linguaggio dell'algebra astratta, una trasformazione lineare è un omomorfismo di spazi vettoriali, in quanto conserva le operazioni che caratterizzano gli spazi vettoriali.
In analisi funzionale una trasformazione lineare è spesso detta operatore lineare. In tale contesto, particolare importanza rivestono gli operatori lineari continui tra spazi vettoriali topologici, come ad esempio spazi di Banach.

## Definizione
Siano {\displaystyle V} e {\displaystyle W} due spazi vettoriali sullo stesso campo {\displaystyle K.} Una funzione {\displaystyle f\colon V\to W} è una trasformazione lineare se soddisfa le seguenti proprietà:
- {\displaystyle f(\mathbf {x} +\mathbf {y} )=f(\mathbf {x} )+f(\mathbf {y} ),}
- {\displaystyle f(a\mathbf {x} )=af(\mathbf {x} ),}

per ogni coppia di vettori {\displaystyle \mathbf {x} } e {\displaystyle \mathbf {y} } in {\displaystyle V} e per ogni scalare {\displaystyle a} in {\displaystyle K.} La prima proprietà è detta additività, la seconda omogeneità di grado 1.
Equivalentemente, {\displaystyle f} è lineare se "preserva le combinazioni lineari" (principio di sovrapposizione), ossia se:
{\displaystyle f(a_{1}\mathbf {x} _{1}+\cdots +a_{m}\mathbf {x} _{m})=a_{1}f(\mathbf {x} _{1})+\cdots +a_{m}f(\mathbf {x} _{m}),}
per ogni intero positivo {\displaystyle m} e ogni scelta dei vettori {\displaystyle \mathbf {x} _{1},\ldots ,\mathbf {x} _{m}} e degli scalari {\displaystyle a_{1},\ldots ,a_{m}.}
Se {\displaystyle f\colon V\to W} è una applicazione lineare e {\displaystyle \mathbf {0} _{V}} e {\displaystyle \mathbf {0} _{W}} sono i vettori nulli di {\displaystyle V} e {\displaystyle W} rispettivamente, allora:
{\displaystyle f(\mathbf {0} _{V})=f(\mathbf {0} _{V}+\mathbf {0} _{V})=f(\mathbf {0} _{V})+f(\mathbf {0} _{V}),}
e togliendo {\displaystyle f(\mathbf {0} _{V})} da ambo i membri si ottiene
{\displaystyle \mathbf {0} _{W}=f(\mathbf {0} _{V}).}
Sostituendo allo zero una combinazione lineare di vettori linearmente dipendenti si dimostra che un'applicazione lineare iniettiva manda sottoinsiemi del dominio linearmente indipendenti in sottoinsiemi del codominio linearmente indipendenti.
Un'applicazione lineare è descritta completamente attraverso la sua azione sui vettori di una base qualsiasi del dominio. Poiché la scrittura di un vettore in una data base è unica, la linearità dell'applicazione determina l'unicità del vettore immagine.
Un'applicazione lineare biunivoca (o invertibile) è inoltre un isomorfismo tra spazi vettoriali.

## Esistenza e unicità dell'applicazione lineare
Siano {\displaystyle V} e {\displaystyle W} due spazi vettoriali di dimensione finita. Sia {\displaystyle B_{V}=(\mathbf {v} _{1},\ldots ,\mathbf {v} _{n})} una base di {\displaystyle V} e siano {\displaystyle \mathbf {w} _{1},\ldots ,\mathbf {w} _{n}} vettori di {\displaystyle W.} Allora esiste un'unica applicazione lineare da {\displaystyle V} in {\displaystyle W} tale che:
{\displaystyle f(\mathbf {v} _{i})=\mathbf {w} _{i},\quad \forall \ i=1,\ldots ,n.}
Nel caso non si conosca la forma esplicita dell'applicazione è comunque possibile stabilirne l'esistenza e l'unicità attraverso la conoscenza dell'azione dell'applicazione su un insieme di vettori dati {\displaystyle \{{\mathbf {v} }_{i}\}}, dei quali si conosce quindi l'immagine. Se l'insieme di vettori è una base del dominio allora l'applicazione è univocamente determinata, mentre se i vettori dati non costituiscono una base ci sono due casi:
- I vettori di cui si conosce l'immagine sono linearmente indipendenti: in tal caso l'applicazione esiste ma non è unica.
- I vettori di cui si conosce l'immagine sono linearmente dipendenti: in tal caso uno o più vettori sono combinazione lineare dei restanti. Si ha:

{\displaystyle \mathbf {v} _{j}=\sum _{i=1}^{n}a_{i}\mathbf {v} _{i}.}
L'applicazione esiste (ma non è unica) se e solo se:
{\displaystyle f(\mathbf {v} _{j})=\sum _{i=1}^{n}a_{i}f(\mathbf {v} _{i}).}

## Matrice associata
Siano {\displaystyle V} e {\displaystyle W} due spazi vettoriali di dimensione finita. Scelte due basi {\displaystyle B_{V}} e {\displaystyle B_{W}} per {\displaystyle V} e {\displaystyle W,} ogni trasformazione lineare da {\displaystyle V} a {\displaystyle W} è rappresentabile come una matrice. Si ponga:
{\displaystyle B_{V}=(\mathbf {v} _{1},\ldots ,\mathbf {v} _{n}),}
{\displaystyle B_{W}=(\mathbf {w} _{1},\ldots ,\mathbf {w} _{m}).}
Ogni vettore {\displaystyle \mathbf {v} } in {\displaystyle V} è univocamente determinato dalle sue coordinate {\displaystyle c_{1},\ldots ,c_{n},} definite in modo che:
{\displaystyle \mathbf {v} =c_{1}\mathbf {v} _{1}+\cdots +c_{n}\mathbf {v} _{n}.}
Se {\displaystyle f\colon V\to W} è una trasformazione lineare si ha:
{\displaystyle f(\mathbf {v} )=f(c_{1}\mathbf {v} _{1}+\cdots +c_{n}\mathbf {v} _{n})=c_{1}f(\mathbf {v} _{1})+\cdots +c_{n}f(\mathbf {v} _{n}).}
Quindi la funzione {\displaystyle f} è determinata dai vettori {\displaystyle f(\mathbf {v} _{1}),\ldots ,f(\mathbf {v} _{n})}. Ciascuno di questi è scrivibile come:
{\displaystyle f(\mathbf {v} _{j})=a_{1j}\mathbf {w} _{1}+\cdots +a_{mj}\mathbf {w} _{m}.}
La funzione {\displaystyle f} è dunque interamente determinata dai valori di {\displaystyle a_{i,j},} che formano la matrice associata a {\displaystyle f} nelle basi {\displaystyle B_{V}} e {\displaystyle B_{W}.}
La matrice associata {\displaystyle A} è di tipo {\displaystyle m\times n,} e può essere usata agevolmente per calcolare l'immagine {\displaystyle f(\mathbf {v} )} di ogni vettore di {\displaystyle V} grazie alla relazione seguente:
{\displaystyle A[\mathbf {v} ]_{B_{V}}=[\mathbf {w} ]_{B_{W}},}
dove {\displaystyle [\mathbf {v} ]_{B_{V}}} e {\displaystyle [\mathbf {w} ]_{B_{W}}} sono le coordinate di {\displaystyle \mathbf {v} } e {\displaystyle \mathbf {w} } nelle rispettive basi.
Si nota che la scelta delle basi è essenziale: la stessa matrice, usata su basi diverse, può rappresentare applicazioni lineari diverse.

## Struttura di spazio vettoriale
L'insieme {\displaystyle \mathrm {Hom} (V,W)} delle applicazioni lineari da {\displaystyle V} in {\displaystyle W} è un sottospazio vettoriale dello spazio vettoriale sul campo {\displaystyle K} formato da tutte le funzioni da {\displaystyle V} in {\displaystyle W,} infatti:
- se {\displaystyle f\colon V\to W} e {\displaystyle g\colon V\to W} sono lineari, allora è lineare la loro somma {\displaystyle f+g,} definita dalla relazione

{\displaystyle (f+g)(\mathbf {v} )=f(\mathbf {v} )+g(\mathbf {v} );}
- se {\displaystyle f\colon V\to W} è lineare e {\displaystyle a} è un elemento del campo {\displaystyle K,} allora la funzione {\displaystyle af,} definita da {\displaystyle (af)(\mathbf {v} )=a(f(\mathbf {v} )),} è anch'essa lineare.

Nel caso finito-dimensionale, dopo aver fissato delle basi, le operazioni di somma e prodotto di una funzione per uno scalare di applicazioni lineari corrispondono rispettivamente a somma di matrici e moltiplicazione di matrici per uno scalare. Le basi definiscono quindi un isomorfismo {\displaystyle \mathrm {Hom} (V,W)\to M(n,m)} tra gli spazi vettoriali delle applicazioni lineari e delle matrici {\displaystyle n\times m,} dove {\displaystyle m} e {\displaystyle n} sono le dimensioni rispettivamente di {\displaystyle V} e {\displaystyle W.}

## Nucleo e immagine
Se {\displaystyle f\colon V\to W} è lineare, il nucleo di {\displaystyle f} è l'insieme:
{\displaystyle \mathrm {Ker} (f)=\{\mathbf {x} \in V:f(\mathbf {x} )=0\},}
mentre l'immagine di {\displaystyle f} è l'insieme:
{\displaystyle \operatorname {Im} (f)=\{f(\mathbf {x} )\in W:\mathbf {x} \in V\}.}
L'insieme {\displaystyle \mathrm {Ker} (f)} è un sottospazio di {\displaystyle V}, mentre {\displaystyle \operatorname {Im} (f)} è un sottospazio di {\displaystyle W}. Se {\displaystyle V} e {\displaystyle W} hanno dimensione finita, il teorema della dimensione asserisce che:
{\displaystyle \dim(\mathrm {Ker} (f))+\dim(\operatorname {Im} (f))=\dim(V).}
Questo teorema fornisce un criterio necessario e sufficiente al fine di stabilire l'esistenza di una trasformazione lineare.

## Endomorfismi e automorfismi
Una trasformazione lineare {\displaystyle f\colon V\to V} è un endomorfismo di {\displaystyle V.} L'insieme di tutti gli endomorfismi {\displaystyle {\text{End}}(V)} insieme a addizione, composizione e moltiplicazione per uno scalare come descritti sopra formano un'algebra associativa con unità sul campo {\displaystyle K}: in particolare formano un anello e uno spazio vettoriale su {\displaystyle K.} L'elemento identità di questa algebra è la trasformazione identità di {\displaystyle V.}
Un endomorfismo biiettivo di {\displaystyle V} viene chiamato automorfismo di {\displaystyle V.} La composizione di due automorfismi è di nuovo un automorfismo, e l'insieme di tutti gli automorfismi di {\displaystyle V} forma un gruppo, il gruppo generale lineare di {\displaystyle V,} chiamato {\displaystyle \mathrm {Aut} (V)} o {\displaystyle \mathrm {GL} (V).}
Se la dimensione di {\displaystyle V} è finita basterà che {\displaystyle f} sia iniettiva per poter affermare che sia anche suriettiva (per il teorema della dimensione). Inoltre l'isomorfismo 
{\displaystyle {\textrm {End}}(V)\to M(n)}
fra gli endomorfismi e le matrici quadrate {\displaystyle n\times n} descritto sopra è un isomorfismo di algebre. Il gruppo degli automorfismi di {\displaystyle V} è isomorfo al gruppo lineare generale {\displaystyle \mathrm {GL} (n,K)} di tutte le matrici {\displaystyle n\times n} invertibili a valori in {\displaystyle K.}

## Pull-Back di funzioni ed applicazione trasposta
Siano {\displaystyle A,} {\displaystyle B} e {\displaystyle C} insiemi e siano {\displaystyle F(A,C)} e {\displaystyle F(B,C)} le famiglie di funzioni da {\displaystyle A} in {\displaystyle C} e da {\displaystyle B} in {\displaystyle C} rispettivamente. Ogni {\displaystyle \phi \colon A\to B} determina univocamente una corrispondenza {\displaystyle \phi ^{*}\colon F(B,C)\to F(A,C)} chiamata pull-back tramite {\displaystyle \phi ,} che manda {\displaystyle F} in {\displaystyle F\circ \phi .}
Se nello specifico si considerano {\displaystyle A=V} e {\displaystyle B=W} due spazi vettoriali su un campo {\displaystyle K=C} e anziché prendere interamente {\displaystyle F(V,K)} e {\displaystyle F(W,K)} si considerano gli spazi duali {\displaystyle V^{*}} e {\displaystyle W^{*}} si ha che ad ogni trasformazione lineare {\displaystyle \phi \colon V\to W} si può associare l'opportuna restrizione del pull-back tramite {\displaystyle \phi }, ovvero la funzione {\displaystyle \phi ^{*}\colon W^{*}\to V^{*}} che prende il nome di trasposta di {\displaystyle \phi .}
Segue direttamente da come sono definite le operazioni in {\displaystyle V^{*}} e {\displaystyle W^{*}} che {\displaystyle \phi ^{*}} è a sua volta lineare. Con un semplice calcolo si vede che fissate delle basi per {\displaystyle V} e {\displaystyle W} e le rispettive duali in {\displaystyle V^{*}} e {\displaystyle W^{*},} la matrice di trasformazione associata a {\displaystyle \phi ^{*}} è la trasposta di quella di {\displaystyle \phi .}
Segue dalla definizione che un funzionale {\displaystyle \lambda \in W^{*}} viene mandato in zero da {\displaystyle \phi ^{*}} solo se l'immagine di {\displaystyle \phi } è contenuta nel nucleo di {\displaystyle \lambda } cioè, indicando con {\displaystyle U^{\perp }} il sottospazio dei funzionali che annullano {\displaystyle U\subset W}, si ha {\displaystyle \mathrm {Ker} (\phi ^{*})\subseteq (\Im \phi )^{\perp }}. Inoltre dalla stessa definizione si deduce che un funzionale {\displaystyle \mu \in V^{*}} è immagine di un funzionale {\displaystyle \eta \in W^{*}} (vale a dire {\displaystyle \mu =\phi ^{*}(\eta )} solo se {\displaystyle \eta } annulla il nucleo di {\displaystyle \phi }, ossia {\displaystyle \Im (\phi ^{*})\subseteq (\mathrm {Ker} \phi )^{\perp }} . Nel caso in cui {\displaystyle V} e {\displaystyle W} siano di dimensione finita si deduce dal teorema della dimensione e dalle relazioni {\displaystyle \dim ~V=\mathrm {Ker} \phi +(\mathrm {Ker} \phi )^{\perp }} e {\displaystyle \dim ~W^{*}=\dim ~W=\Im \phi +(\Im \phi )^{\perp }} che le due inclusioni precedenti sono a tutti gli effetti uguaglianze.

## Esempi
- La moltiplicazione {\displaystyle f(v)=av,} in qualsiasi spazio vettoriale su {\displaystyle K,} per una costante fissata {\displaystyle a\in K.}
- Una rotazione del piano euclideo rispetto all'origine di un angolo fissato.
- Una riflessione del piano euclideo rispetto ad una retta passante per l'origine.
- La proiezione di uno spazio vettoriale {\displaystyle V} decomposto in somma diretta:
{\displaystyle V=U\oplus W}
su uno dei due sottospazi {\displaystyle U} o {\displaystyle W.}
- Una matrice {\displaystyle A} di tipo {\displaystyle m\times n} con valori reali definisce una trasformazione lineare: 
{\displaystyle L_{A}\colon \mathbb {R} ^{n}\to \mathbb {R} ^{m},\qquad L_{A}(v)=Av,}
dove {\displaystyle Av} è il prodotto di {\displaystyle A} e {\displaystyle v.} Ogni trasformazione lineare tra spazi vettoriali di dimensione finita è essenzialmente di questo tipo: si veda la sezione seguente.
- L'integrale di una funzione reale su un intervallo definisce una mappa lineare dallo spazio vettoriale delle funzioni continue definite sull'intervallo nello spazio vettoriale {\displaystyle \mathbb {R} .}
- La derivata definisce una mappa lineare dallo spazio vettoriale di tutte le funzioni derivabili in qualche intervallo aperto di {\displaystyle \mathbb {R} } nello spazio di tutte le funzioni.
- Lo spazio {\displaystyle \mathbb {C} } dei numeri complessi ha una struttura di spazio vettoriale complesso di dimensione 1, e anche di spazio vettoriale reale di dimensione 2. La coniugazione 
{\displaystyle f\colon \mathbb {C} \to \mathbb {C} ,\qquad f(z)={\bar {z}}}
è una mappa {\displaystyle \mathbb {R} }-lineare ma non {\displaystyle \mathbb {C} }-lineare: infatti la proprietà di omogeneità vale solo per scalari reali.